# لیست ۳۹۱۰
سیارک ۳۹۱۰ (به انگلیسی: 3910 Liszt، نامگذاری:1988SF) سه هزار و نهصد و دهمین سیارک کشف‌شده‌است که در ۱۶ سپتامبر ۱۹۸۸ کشف شد.
قدر مطلق سیارک برابرِ ۱۲٫۱۰ است.
این سیارک به افتخار فرانتس لیست (۱۸۱۱–۱۸۸۶)، آهنگساز و نوازندهٔ پیانو اهل مجارستان، نامگذاری شده‌است.